# Клубничный конфитюр

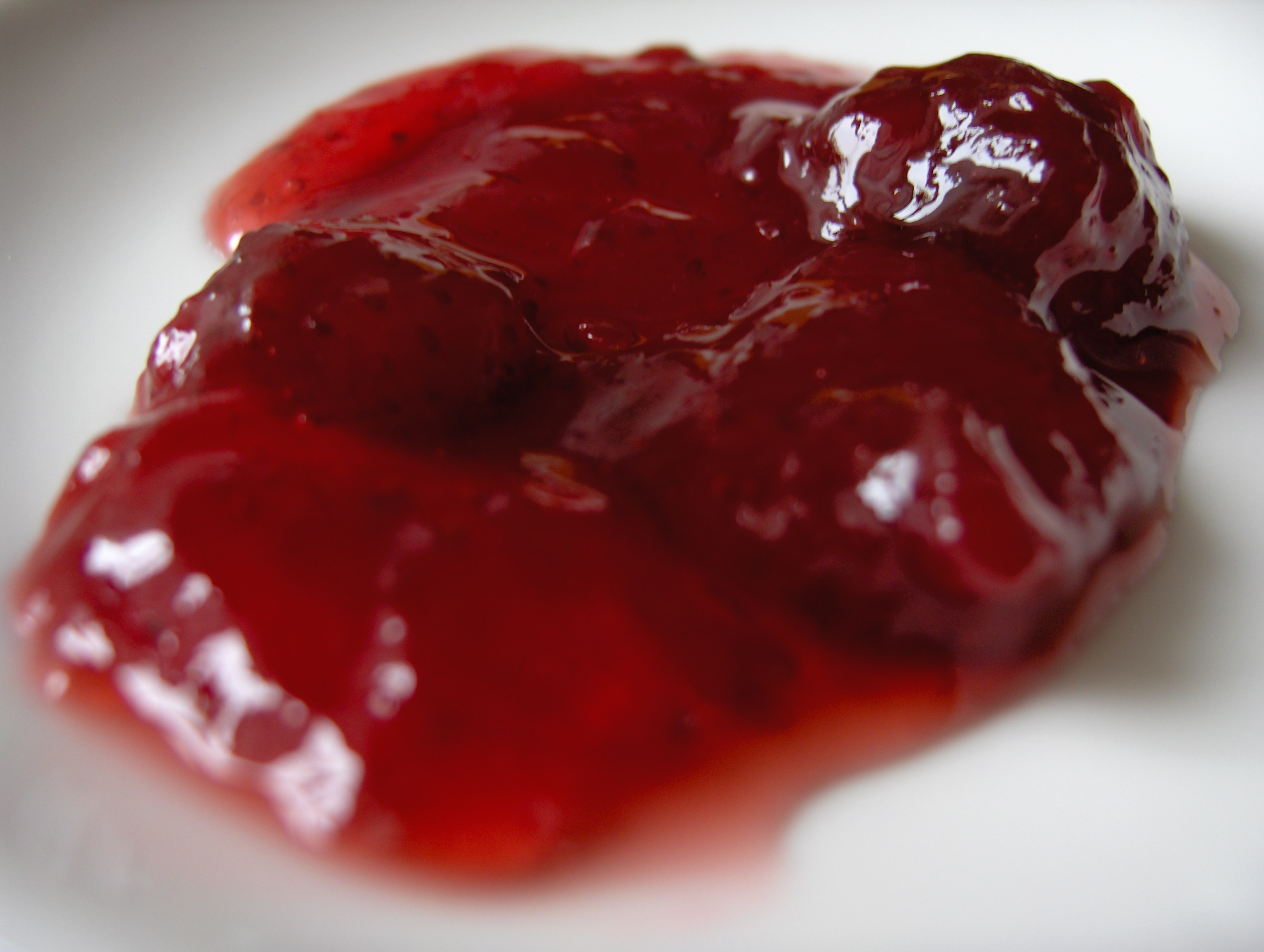
Клубничный конфитюр

Клубничный конфитюр, клубничный джем — вид конфитюра из очищенной от чашелистиков крупноплодной садовой земляники. В СССР клубничный джем готовили из таких сортов земляники, как Комсомолка, Красавица Загорья, Мысовка и Поздняя из Загорья.
Существует несколько способов приготовления клубничного джема. Согласно первому, отсортированную, промытую и очищенную ягоду проваривают в течение 10—15 минут в кипящем 10%-ном сахарном растворе, затем добавляют 70—75%-ный сахарный сироп и варят до готовности. По другому рецепту, ягоду сначала отваривают в течение нескольких минут в небольшом количестве воды, а затем засыпают просеянным сахарным песком в необходимом количестве и доводят до готовности. Для получения желеобразной консистенции при дефиците в сырье пектиновых веществ в конце варки прибавляют желирующий сок крыжовника, айвы или яблок или желирующий сахар.
В Европе клубничный конфитюр особенно популярен на завтрак со свежими булочками с маслом. По данным немецкой статистики, немцы в среднем съедают около полкило клубничного конфитюра в год.